# جوزي بيسيت
جوزي بيسيت (بالإنجليزية: Josie Bissett)‏ وإسمها الحقيقي جولين كرستين بيسيت (بالإنجليزية: Jolyn Christine Heutmaker)‏ هي ممثلة أمريكية ولدت في يوم 5 أكتوبر 1970 في مدينة سياتل في الولايات المتحدة، عرفت جوزي بتمثيلها دور جين مانسيني في مسلسل ميلروس بلايس، تزوجت جوزي بيسيت من الممثل روب إستيس في سنة 1992 وتطلقا عن بعض في سنة 2006 ولها ولد وبنت منه.

## وصلات خارجية
- جوزي بيسيت على موقع IMDb (الإنجليزية)
- جوزي بيسيت على موقع ألو سيني (الفرنسية)
- جوزي بيسيت على موقع أول موفي (الإنجليزية)
- جوزي بيسيت على موقع قاعدة بيانات الأفلام السويدية (السويدية)
- جوزي بيسيت على موقع إن إن دي بي (الإنجليزية)
- جوزي بيسيت على موقع قاعدة بيانات الفيلم (الإنجليزية)
- جوزي بيسيت على موقع كينوبويسك (الروسية)

- جوزي سميث على قاعدة بيانات الأفلام على الإنترنت